# Porizon milleri
Porizon milleri är en stekelart som först beskrevs av Sievert Allen Rohwer 1917.  Porizon milleri ingår i släktet Porizon och familjen brokparasitsteklar. Inga underarter finns listade i Catalogue of Life.